# Serviço de Inteligência Militar
Le Serviço de Inteligência Militar est le service de renseignement militaire angolais.

## Organigramme et responsables
En 2010, son organigramme était le suivant : 
- Dirección Nacional de Inteligencia Militar Estrategica (DNIME), avec pour directeur Nascimento Salvador Vaz
- Dirección Principal de Contrainteligencia Militar (DPCIM), José Filomeno Peres Afonso
- Dirección Principal de Inteligencia Militar Operativa (DPIMO), José da Silva Samukonga

Le directeur général était António José Maria.